# Nhà thờ Tin lành ở Roštár
Nhà thờ Tin lành ở Roštár (tiếng Slovakia: Evanjelický kostol v Roštári) là một nhà thờ được xây dựng theo phong cách kiến trúc Gothic, tọa lạc ở làng Roštár, vùng Košice, Slovakia. Vào ngày 6 tháng 5 năm 1963, nhà thờ này được ghi danh vào Danh sách Di tích Trung ương theo quyết định của Bộ Văn hóa Cộng hòa Slovakia.

## Lịch sử
Nhà thờ Tin lành ở Roštár là một tòa nhà đơn giản có một gian giữa với cung thánh hình chữ nhật, được xây dựng vào thời Trung cổ, có lẽ vào cuối thế kỷ 13 hoặc đầu thế kỷ 14. Nhà thờ có một tháp chuông quay mặt về hướng Tây và một phòng thờ quay mặt về hướng Bắc.
Tương tự như các nhà thờ ở các làng lân cận là Koceľovce và Ochtiná, nội thất của nhà thờ ở Roštár cũng được trang trí bằng các bức tranh theo phong cách Gothic có niên đại vào thế kỷ 15. Trong thời kỳ Kháng cách, nhà thờ đã trở thành một nhà thờ Tin lành. Năm 1689, một trận hỏa hoạn lớn đã tàn phá nhà thờ. Trong quá trình trùng tu, nhà thờ được trang trí nội thất mới theo phong cách Baroque. Nhà thờ còn trải qua một số lần tu sửa vào năm 1935, thập niên 1950, năm 1977 và năm 2005.